# Mera (fiume)
La Mera (chiamata anche Maira in territorio svizzero) è un fiume che scorre in Svizzera e in Italia dalla lunghezza di circa 50 km.

## Percorso
Il fiume Mera nasce all'inizio della Val Maroz (anche detta Val Marozzo in italiano) in Svizzera, nel canton Grigioni percorrendola nella sua interezza ed entrando nella Val Bregaglia nei pressi di Casaccia, dove riceve le acque del fiume Orlegna poco più a valle. Quest'ultimo è un fiume di 12 km che si origina dalla Valle del Forno sopra il Passo del Maloja per poi percorrere il primo tratto della Val Bregaglia dal sopracitato Passo del Maloja fino alla confluenza nella Mera. La Mera prosegue poi il suo corso entrando nel lago di Löbbia, scorrendo poi in direzione ovest verso Chiavenna e attraversando il confine in corrispondenza della dogana di Castasegna/Villa di Chiavenna.
Arrivata a Chiavenna piega verso sud e riceve le acque del torrente Liro dalla Valle Spluga in corrispondenza del confine comunale tra Mese, Prata Camportaccio e Chiavenna. Pochi km più a sud riceve anche le acque degli importanti torrenti Schiesone e Boggia, provenienti rispettivamente dall'omonima valle parte del comune di Prata Camportaccio e dalla Val Bodengo nel comune di Gordona. Continua poi suo corso nella Piana di Chiavenna sino al lago di Mezzola, di cui è il maggior immissario e l'unico emissario. Scarica quindi le sue acque attraverso il vecchio letto dell'Adda, superando il Pian di Spagna e il laghetto di Dascio e gettandosi infine nel lago di Como tra i comuni di Sorico e Gera Lario.
I comuni attraversati dal fiume sono Bregaglia in Svizzera e, in ordine di percorrenza, Villa di Chiavenna, Piuro, Chiavenna, Prata Camportaccio, Mese, Gordona, Samolaco, Novate Mezzola e Sorico in Italia. Il comune di Verceia si trova invece affacciato sul lago di Mezzola.
Nel tratto compreso tra il lago di Mezzola e il lago di Como, il fiume Mera è navigabile da medie imbarcazioni, i gommoni con basso pescaggio possono giungere fino al tempietto di san Fedelino, mentre i kayak posso risalirlo fino alla cascata vicino al ponte Nave. A Samolaco sono presenti una cava di sabbia sulla Mera e l'antico porto fluviale risalente all'occupazione romana; quest'ultimo era l'ultimo porto per le merci che andavano in Svizzera.
Sino al 1858, anno in cui venne rettificato l'attuale letto del fiume Adda, il fiume era un affluente diretto dell'Adda nell'ultimo tratto prima del lago di Como. Grazie a tale intervento di rettifica del fiume Adda, la Mera guadagnò in lunghezza circa due chilometri verso il lago di Como. La particolare colorazione verde che le acque acquistano durante lo scorrere verso il lago di Como è data dalla presenza di cristalli di silicio frutto della disgregazione delle rocce granitiche intrusive presenti nell'alveo del fiume.

## Galleria d'immagini

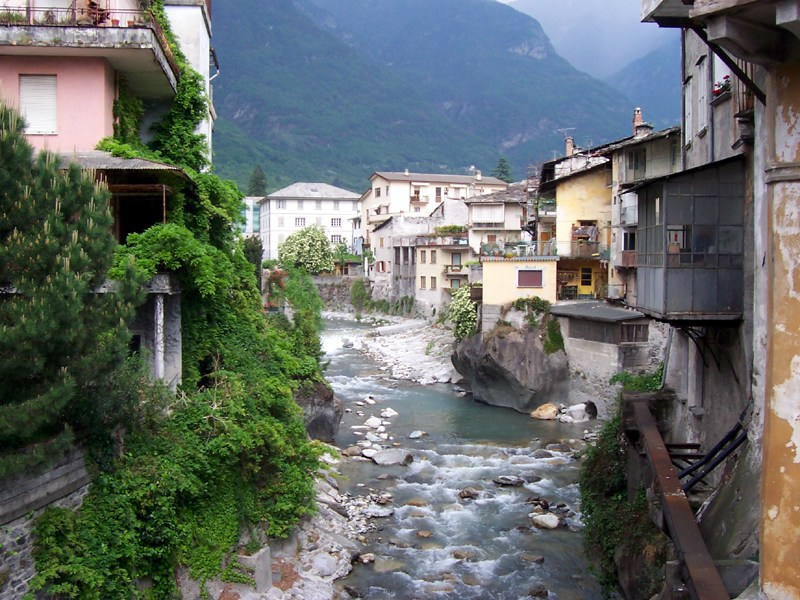
Il fiume Mera a Chiavenna
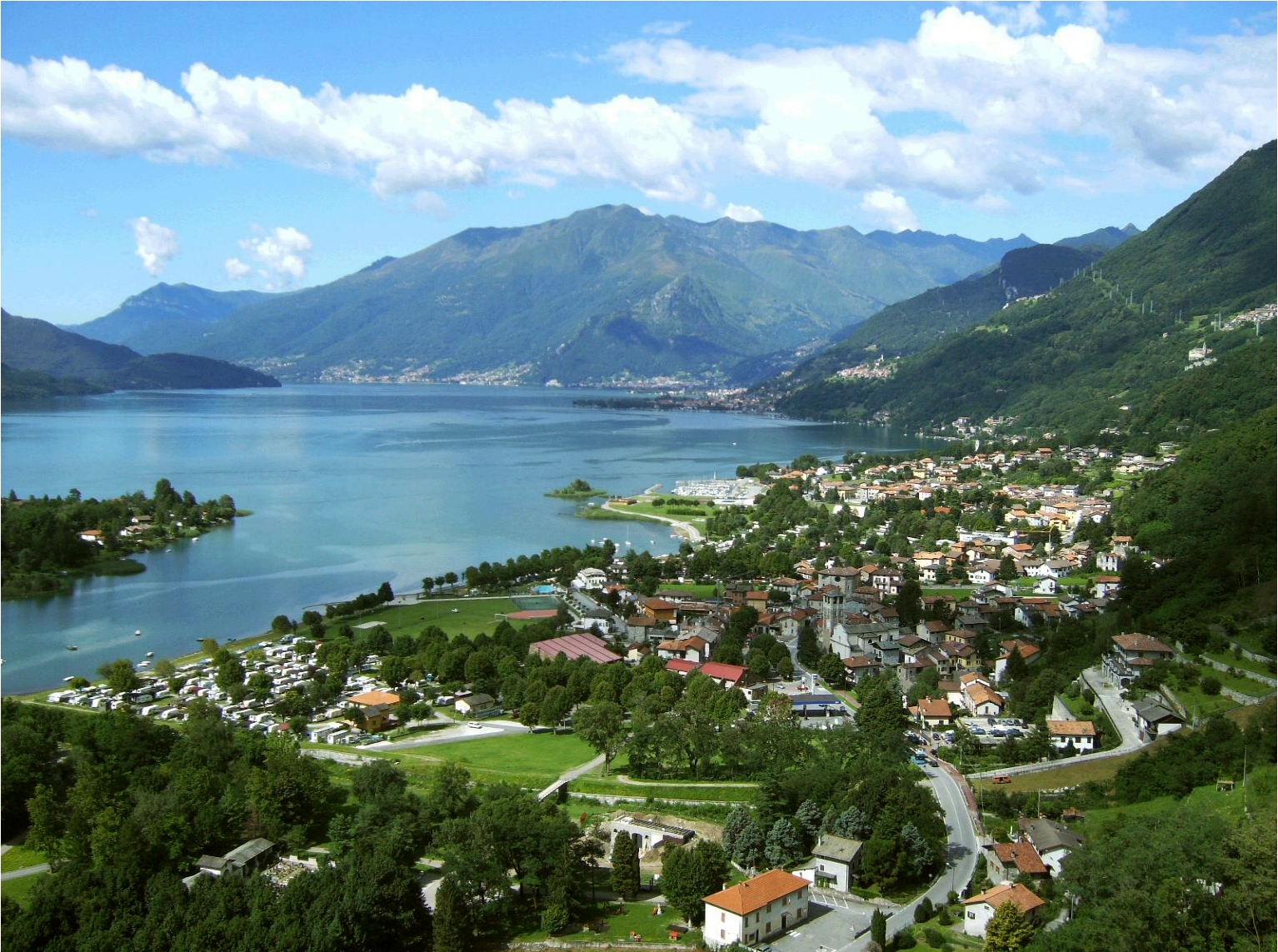
La foce della Mera